# Драгова доктрина
Драгова доктрина представља нормативно увођење начела неинтервенције у међународни поредак. Добила је име по аргентинском министру иностраних послова Луису Драгу који је поводом предузимања војне акције од стране Велике Британије, Немачке и Италије 1903. год. против Венецуеле ради наплате дуга, упутио меморандум влади САД тражећи забрану употребе силе у циљу наплате финансијских потраживања. Ова доктрина је на предлог Портера у модификованом облику унета као посебно правило у другу хашку конвенцију од 1907. год па је још позната и под именом Портерова доктрина.